# Káto Sinoikía Trikálon
Káto Sinoikía Trikálon (Kato Synoikia Trikalon, Trikala) är en ort i Grekland.   Den ligger i prefekturen Nomós Korinthías och regionen Peloponnesos, i den centrala delen av landet, 110 km väster om huvudstaden Aten. Káto Sinoikía Trikálon ligger 927 meter över havet och antalet invånare är 254.
Terrängen runt Káto Sinoikía Trikálon är kuperad åt nordväst, men åt sydost är den bergig.Runt Káto Sinoikía Trikálon är det ganska glesbefolkat, med 28 invånare per kvadratkilometer. Närmaste större samhälle är Xylókastro, 15,9 km nordost om Káto Sinoikía Trikálon. 